# 事業所内保育所
事業所内保育所(じぎょうしょないほいくしょ)は、企業内保育所とも呼ばれ、おもに設置企業で働く従業員の子どもを預かる保育園で、企業の内部や近隣に開設されるものである。かつては認可外保育施設であったが、
2015年に始まった子ども・子育て支援新制度で「地域型保育事業」のひとつとして位置付けられた。地域型保育事業の中に、事業所内保育事業という項目があり、定員20名以上の場合、保育所の基準と同様、20名以下であれば、地域型保育事業の小規模保育事業A型、B型の基準と同様の条件で設置できることになった。従来認可外保育施設の扱いだった事業所内保育所には、新制度に移行した施設と、それまで通り認可外保育施設に留まった施設がある。以下は、新制度に移行したものについての説明である。

## 従来との違い
以前は、認可外保育施設であったが、2015年以降、地域型保育事業の中の事業所内保育所となったことで、大きく変わったのは、所轄官庁が、厚生労働省から内閣府に変わったということ。
事業所(設置企業)の従業員の子どもの外に地域で保育を必要とする子どもも、地域枠として保育所を利用できるようになったこと。
名称が類似しているが、企業主導型保育事業は、これとはまた別物なので注意が必要。

## 企業主導型保育事業との違い
- 地域型保育事業としての事業所内保育所は、これまで通り設置には市町村の認可が必要である。
- 新しい企業主導型保育事業では、認可は不必要。導入に際しては、大企業は費用の1/3まで、中小企業は2/3まで補助が受けられる。
- 職員の資格は、定員20名を超えると保育士が必要であるが、20名未満なら保育従事者(半数は保育士)で可で、保健師、看護師・准看護師のみなし特例（1名まで）というものがあり、保育士以外は研修実施が課せられている。
- また地域枠は、定員の1/4とされている。これは企業主導型の場合は、定員の1/2まで設定可能ということになっている。[3]